# San Martín (departamento de Santa Fé)
Departamento San Martín é um departamento da província de Santa Fé, na Argentina.